# رالینگ
رالینگ (به فرانسوی: Rahling) یک کمون در فرانسه است که در Canton of Rohrbach-lès-Bitche واقع شده‌است.

## خصوصیات
رالینگ ۲۱٫۳ کیلومترمربع مساحت و ۷۹۳ نفر جمعیت دارد و ۲۴۲ متر بالاتر از سطح دریا واقع شده‌است.